# Elfin'
elfin'（エルフィン）は、辻美優、花房里枝、小倉舞子、厚地彩花による美声女ユニット。

## 概要
プロダクション『オスカープロモーション』と、声優プロダクション国内最大手の『青二プロダクション』がタッグを組んで開催された、“容姿”と“声”に“美しさ”を兼ね備えた次世代のニューヒロインを発掘する「全日本美声女コンテスト」で応募総数14,434通の中から選ばれたグランプリ・準グランプリによって結成された美声女ユニット。
2015年8月5日、ポニーキャニオンよりシングル「Colorful Fantasy」でメジャーデビュー。
ユニット名は「妖精、おちゃめな、繊細な」を意味する「elfin」に、ムーブメントや奇跡を起こすという願いが込められたアポストロフィー「'」をつけて命名された。「可憐、エレガント、ファンタジー」のコンセプトのもとに、アーティスト・声優・タレント・女優・モデルなどマルチに活動している。
2017年6月、レーベルをエグジットチューンズに変更し、2ndシングル「Luna†Requiem〜月虹の宴〜」をリリースしたが、同年9月30日に高橋美衣が卒業。以降はデュオ・ユニット体制に移行。
2018年1月17日、3rdシングル「貪欲スナイパー」をリリース。同2月より新メンバー候補生として小倉舞子と厚地彩花が加わった。同年8月29日より正式加入し、4人体制となった。同年11月7日に4人体制となって初となる4thシングル「君にエール!!!! ～同じ空の下で～」をリリース。
2019年5月リリースの5thシングル「ユレル、クレル、ハゼル」を最後にエグジットチューンズを離れ、古巣ポニーキャニオンに復属。2020年1月15日、レーベル移籍第一弾の6thシングル「憧憬リフレイン」をリリース。翌2021年3月にアルバム『Believer's Disco』を発表した。

## メンバー

### 現メンバー
- 辻美優（つじ みゆう）（2015年4月 - ）

1996年7月6日生まれ、東京都出身。愛称：みゆみゆ。165cm。イメージカラーは緑。リーダー。
- 花房里枝（はなふさ りえ）（2015年4月 - ）

1996年4月28日生まれ、東京都出身。愛称：フラワー。163cm。イメージカラーは青。
- 小倉舞子（おぐら まいこ）（2018年8月 - ）

1998年6月3日生まれ、東京都出身。愛称：おぐまい。164cm。
- 厚地彩花（あつち あやか）（2018年8月 - ）

1994年2月2日生まれ、長崎県出身。愛称：あちゃ。161cm。

### 旧メンバー
- 高橋美衣（現：希水しお、2015年4月 - 2017年9月）

1998年3月28日生まれ、東京都出身。愛称：みいたん。156cm。イメージカラーは赤。

## ディスコグラフィー

### シングル
|            | 発売日        | タイトル                        | 発売元               | 規格品番                        | 規格品番                        |
| 初回限定盤 | 発売日        | タイトル                        | 発売元               | 通常盤                          |                                 |
| ---------- | ------------- | ------------------------------- | -------------------- | ------------------------------- | ------------------------------- |
| 1st        | 2015年8月5日  | Colorful Fantasy                | ポニーキャニオン     | PCCA-04245（A） PCCA-04246（B） | PCCA-04247                      |
| 2nd        | 2017年6月21日 | Luna†Requiem〜月虹の宴〜        | エグジットチューンズ | QWCE-00640                      | QWCE-00641                      |
| 3rd        | 2018年1月17日 | 貪欲スナイパー                  | エグジットチューンズ | QWCE-00666                      | QWCE-00667                      |
| 4th        | 2018年11月7日 | 君にエール!!!! ～同じ空の下で～ | エグジットチューンズ | QWCE-00688                      | QWCE-00689                      |
| 5th        | 2019年5月22日 | ユレル、クレル、ハゼル          | エグジットチューンズ | QWCE-00734                      | QWCE-00735                      |
| 6th        | 2020年1月15日 | 憧憬リフレイン                  | ポニーキャニオン     |                                 | PCCA-04872（A） PCCA-04873（B） |

### アルバム
|     | 発売日        | タイトル         | 発売元           | 規格品番   |
| --- | ------------- | ---------------- | ---------------- | ---------- |
| 1st | 2021年3月17日 | Believer’s Disco | ポニーキャニオン | PCCA-04990 |

### 映像
- Beauty Voice Theater vol.3 - DVD

### タイアップ
| 楽曲                     | タイアップ                                              | 時期       |
| ------------------------ | ------------------------------------------------------- | ---------- |
| Colorful Fantasy         | NHK Eテレ テレビアニメ『ピカイア!』オープニングテーマ   | 2015年4月  |
| ぶりぶりカンブリア       | 同上 エンディングテーマ                                 | 2015年4月  |
| Luna†Requiem〜月虹の宴〜 | PCブラウザゲーム『ヴァンパイア†ブラッド』イメージソング | 2016年11月 |

## 出演
※以下2017年10月以降の出演は、辻・花房のみ
2018年以降は厚地、小倉加入。

### ドラマ
- NHK土曜ドラマ「トットてれび」第3話ゲスト（スパークス三人組）
- フェイス -サイバー犯罪特捜班- 第3話（2017年7月25日、Amazonプライム・ビデオ、看護師／辻美優、二宮里美／花房里枝）

### 映画
- セカイイチオイシイ水〜マロンパティの涙（2019年9月21日公開、清水明日香/辻美優、西川瞳/花房里枝）

### CM
- 長野県立大学（花房里枝）

### 声優・吹き替え
テレビアニメ
- マクロスΔ（2016年4月、TOKYO MX／BS11 ほか、ニナ・オブライエン／辻美優）
- ピカイア！ 教えてモーリス！（2016年 - 2017年、NHK Eテレ、本人 役）
- 王様ゲーム The Animation（2017年10月、AT-X／TOKYO MX／BS11 ほか、石井里美／辻美優、宅見七海／花房里枝）

劇場アニメ
- 君の名は。（2016年8月、桜／辻美優）
- SING（2017年3月、セクシーなウサギ3人組のメンバー／辻美優）

ゲーム
- 魔女の泉3 Re: Fine（2020年12月、ルーカス、エイリン／厚地彩花[7]）
- 東方ダンマクカグラ（2021年、赤蛮奇／厚地彩花[8]）

### 舞台
- 忍法浪漫剣劇　百花百狼 ～戦国忍法帖～ 月下丸の章（2018年12月13日 - 16日、全労済ホール、三雲伽羅／辻美優、上野槐／花房里枝）
- 劇団ズッキュン娘
  - たいへんよく生きました！（2019年4月25日 - 29日、東京芸術劇場シアターウエスト、辻美優、花房里枝）
  - 夢で逢いま笑（2018年、花房里枝）
  - 神社エール！（2018年、花房里枝）
- 歌姫（2019年、花房里枝）
- カシオペア座の愛人（2020年、花房里枝）
- ミュージカル座「野の花」（2020年、花房里枝）
- アクリルジャンクション「音楽喜劇-ジョア-」（2020年、花房里枝）
- ミュージカル「Cross Friends」（2021年、花房里枝）
- ミュージカル「ひめゆり」（2021年、花房里枝）

### バラエティ
- テレビ東京「帰ってきた！あにてれ情報局４」（辻美優）
- 日本テレビ「オトせ！」＃4・＃5（辻美優）

### ラジオ
※はインターネット配信。
- 辻美優、花房里枝、高橋美衣の美声女学園♪ 放課後ラジオ部（2014年 - 2016年、文化放送）
- オールナイトニッポンi ～elfin’のビューティーボイス放送局～（2017年 、ニッポン放送※）[9]
- おぐまい&スミのポップアップカルチャー（2021年 - 、bayfm／小倉舞子）

### インターネット
- elfin'の美声女ホームルーム♪SHOWROOM（2014年-2015年、DeNA）毎週火曜20：00～
- 天籁精灵（bilibili）毎週木曜18：00～
- ぽにきゃん!アイドル倶楽部（隔週月曜18：30～）ゲスト出演
- 「超アニメディア」連載マンガコーナー「Strawberry Dream」（辻美優）
- メッセージアプリdear.公式アンバサダー